# Methylencyclohexan
Methylencyclohexan ist eine chemische Verbindung aus der Gruppe der Cyclohexane mit einer exocyclischen Doppelbindung.

## Gewinnung und Darstellung
Methylencyclohexan kann durch Wittig-Reaktion von Methylentriphenylphosphoran mit Cyclohexanon gewonnen werden. Sie kann auch durch Pyrolyse von Cyclohexylcarbinylacetat gewonnen werden.

## Eigenschaften
Methylencyclohexan ist ein farblose Flüssigkeit, die praktisch unlöslich in Wasser ist.